# 独立美術協会
独立美術協会（どくりつびじゅつきょうかい）は、日本の美術家の団体。1930年11月創立。

## 概要
1926年に前田寛治・佐伯祐三らが、バルビゾン派の旧称「1830年派」に倣って結成した1930年協会の展覧会が発端となり、二科会会員の里見勝蔵、児島善三郎、会友の林重義、林武、川口軌外、小島善太郎、中山巍、鈴木亜夫、鈴木保徳の9名が会から脱退。春陽会の三岸好太郎、国画会の高畠達四郎、フランス留学から帰国した伊藤廉、福沢一郎、清水登之とともに“既存の団体からの絶縁” “新時代の美術の確立”を宣言して創立された。
1931年1月に第1回独立展を東京府美術館で開催する。フォービズム的画風が独立の基調をなし、日本的油絵への一指針を示した。
その後、野口弥太郎、須田国太郎、曽宮一念、海老原喜之助、井上長三郎らが、第10回展までに会員として加わる。
1937年、内紛から里見勝蔵、林重義、伊藤廉が脱退。1939年には、福沢一郎が脱退する。脱退者の一部は、1951年の協会設立20周年を期に会員に復帰した。
独立展は、2011年10月までに79回開催されている。2006年まで東京都美術館で開催されていたが、2007年からは、国立新美術館で毎年10月に開催している。

## 創立会員
- 伊藤廉
- 川口軌外
- 小島善太郎
- 児島善三郎
- 里見勝蔵
- 清水登之
- 鈴木亜夫
- 鈴木保徳
- 高畠達四郎
- 中山巍
- 林重義
- 林武
- 福沢一郎
- 三岸好太郎